# Alysicarpus zeyheri
Alysicarpus zeyheri är en ärtväxtart som beskrevs av William Henry Harvey. Alysicarpus zeyheri ingår i släktet Alysicarpus och familjen ärtväxter. Inga underarter finns listade i Catalogue of Life.